# Trollet i parken
Trollet i parken (originaltitel: A Troll in Central Park, även Stanley's magical garden) är en amerikansk animerad långfilm från 1994, med regi av Don Bluth och är producerad av Don Bluth Entertainment.

## Handling
Stanley är ett litet troll som bor i trollens kungarike. Han har en magisk grön tumme som kan ge liv till blommor och växter när han rör vid något med den. När de andra trollen kommer på hans förmåga tar de honom till fånga och för honom till Gnorga, trollens växthatande drottning, som förvisar honom till Central Park i New York. Där träffar han två barn som heter Gus och Rosie, som lyckats rymma hemifrån deras barnvakt medan deras föräldrar är borta. Tillsammans ger de sig ut på ett magiskt äventyr.

## Röster (i urval)
| Figur            | Originalröst          | Svensk röst                 |
| ---------------- | --------------------- | --------------------------- |
| Stanley          | Dom DeLuise           | Dan Ekborg                  |
| Gus              | Phillip Glasser       | Gabriel Odenhammar          |
| Rosie            | Tawny Sunshine Glover | Love Taylor                 |
| Gnorga           | Cloris Leachman       | Barbro "Lill-Babs" Svensson |
| Llort            | Charles Nelson Reilly | Reine Brynolfsson           |
| Alan (pappan)    | Jonathan Pryce        | Andreas Nilsson             |
| Hillary (mamman) | Hayley Mills          | Annelie Berg                |

Övriga svenska röster görs av Andreas Nilsson, Gunnar Ernblad, Steve Kratz, Eva Bysing, Niclas Wahlgren, Pernilla Wahlgren och Anoo Bhagavan.

## Om filmen
Egentligen skulle Buddy Hackett göra rösten till Stanley och Robert Morley skulle göra rösten till Llort, men de ersattes senare av Dom DeLuise och Charles Nelson Reilly.

## Kritik
Filmen fick ett negativt mottagande av många filmkritiker och fans, som ansåg att denna film är Don Bluths sämsta verk. Anledningen var främst den mycket barnsliga och färgglada tonen. Bluth själv vill inte ha någonting att göra med filmen längre.

## Utgivning
I USA har filmen ut på VHS, Laserdisc och DVD, däremot inte på Blu-ray. I Sverige har filmen enbart getts ut på VHS och har visats på TV åren 1997, 1998 och 2000.